# 纽芬兰-拉布拉多省第8区
纽芬兰-拉布拉多省第8区（英語：Division No. 8, Newfoundland and Labrador）是加拿大纽芬兰与拉布拉多省的一个人口普查区，位于纽芬兰岛的北部海岸。根据2016年加拿大人口普查得出的数据，该普查区的领土面积为9,314.57平方公里，人口数量为35,794。

## 法人代表社区

### 城镇
- 绿湾（英语：Baie Verte, Newfoundland and Labrador）
- 拜托纳（英语：Baytona）
- 海滨镇（英语：Beachside, Newfoundland and Labrador）
- 伯奇湾（英语：Birchy Bay）
- 布伦特湾（英语：Brent's Cove）
- 布莱顿（英语：Brighton, Newfoundland and Labrador）
- 伯灵顿（英语：Burlington, Newfoundland and Labrador）
- 坎贝尔顿（英语：Campbellton, Newfoundland and Labrador）
- 卡曼维尔（英语：Carmanville）
- 变更群岛（英语：Change Islands, Newfoundland and Labrador）
- 车夫湾（英语：Coachman's Cove, Newfoundland and Labrador）
- 舒适湾-纽斯特德（英语：Comfort Cove-Newstead, Newfoundland and Labrador）
- 科特勒斯维尔（英语：Cottlesville, Newfoundland and Labrador）
- 乌鸦头镇（英语：Crow Head, Newfoundland and Labrador）
- 恩布里（英语：Embree, Newfoundland and Labrador）
- 百合花镇（英语：Fleur de Lys, Newfoundland and Labrador）
- 富戈島
- 国王角（英语：King's Point, Newfoundland and Labrador）
- 拉西镇（英语：LaScie, Newfoundland and Labrador）
- 领先的痒痒（英语：Leading Tickles, Newfoundland and Labrador）
- 刘易斯波特（英语：Lewisporte, Newfoundland and Labrador）
- 小湾（英语：Little Bay, Newfoundland and Labrador）
- 小湾群岛（英语：Little Bay Islands, Newfoundland and Labrador）
- 小烧湾（英语：Little Burnt Bay, Newfoundland and Labrador）
- 拉姆斯登（英语：Lumsden, Newfoundland and Labrador）
- 卢什湾-博蒙特-博蒙特北（英语：Lushes Bight-Beaumont-Beaumont North, Newfoundland and Labrador）
- 中海湾（英语：Middle Arm, Baie Verte Peninsula, Newfoundland and Labrador）
- 迈尔斯湾（英语：Miles Cove, Newfoundland and Labrador）
- 明斯湾（英语：Ming's Bight, Newfoundland and Labrador）
- 马斯格雷夫港（英语：Musgrave Harbour, Newfoundland and Labrador）
- 尼珀港（英语：Nipper's Harbour）
- 帕凯（英语：Pacquet, Newfoundland and Labrador）
- 皮利岛（英语：Pilley's Island, Newfoundland and Labrador）
- 利明顿角（英语：Point Leamington, Newfoundland and Labrador）
- 海湾角（英语：Point of Bay, Newfoundland and Labrador）
- 安森港（英语：Port Anson, Newfoundland and Labrador）
- 罗伯茨湾（英语：Robert's Arm, Newfoundland and Labrador）
- 海豹湾-怀特湾（英语：Seal Cove (White Bay), Newfoundland and Labrador）
- 南布鲁克（英语：South Brook, Newfoundland and Labrador）
- 斯普林代尔
- 萨默福德（英语：Summerford, Newfoundland and Labrador）
- 倾斜湾（英语：Tilt Cove, Newfoundland and Labrador）
- 氚核镇（英语：Triton, Newfoundland and Labrador）
- 特威林盖特（英语：Twillingate, Newfoundland and Labrador）
- 西港（英语：Westport, Newfoundland and Labrador）
- 伍德斯托克（英语：Woodstock, Newfoundland and Labrador）